# 学校法人東海学園
学校法人東海学園（がっこうほうじんとうかいがくえん）は、日本の学校法人。

## 沿革
- 1888年（明治21年）11月 - 浄土宗学愛知支校を開校。
- 1909年（明治42年）9月 - 東海中学校に改称。
- 1931年（昭和6年）12月 - 財団法人東海中学校が設立。
- 1947年（昭和22年）4月 - 学制改革により新制東海中学校が発足。
- 1948年（昭和23年）4月 - 学制改革により新制東海高等学校が発足。同月、財団法人東海中学校は財団法人東海学園に改称。
- 1951年（昭和26年）3月 - 財団法人東海学園は学校法人に組織変更。
- 1962年（昭和37年）
  - 4月 - 東海第二高等学校を開校。
  - 6月 - 東海第二高等学校は東海女子高等学校に改称。
- 1964年（昭和39年）4月 - 東海学園女子短期大学を開校。
- 1995年（平成7年）4月 - 東海学園大学を開校。後の三好キャンパスに設置された。
- 2000年（平成12年）
  - 4月
    - 東海女子高等学校は男女共学化に伴い東海学園高等学校に改称。
    - 東海学園大学大学院経営学研究科経営学専攻を三好キャンパスに開設。
    - 東海学園大学人文学部人文学科を現名古屋キャンパスに開設。
    - 東海学園女子短期大学国文学科・英文学科の学生募集を停止。
- 2001年（平成13年）4月 - 東海学園女子短期大学は東海学園大学女子短期大学部に改称。
- 2005年（平成17年）12月 - 東海学園大学女子短期大学部を廃止。
- 2008年（平成20年）
  - 4月
    - 東海学園大学人文学部に発達教育学科を名古屋キャンパスに増設。
    - 東海学園大学人間健康学部人間健康学科を三好キャンパスに移転。
- 2009年（平成21年）4月 - 東海学園大学大学院中小企業診断士登録養成課程を開設。

## 設置校
- 東海学園大学

（東海学園女子短期大学は4年制に改組の上、上記に吸収）
- 東海学園高等学校
- 東海中学校・高等学校